# Варгас, Камило
Ками́ло Андре́с Ва́ргас Хиль (исп. Camilo Andrés Vargas Gil; род. 9 марта 1989 года в Боготе, Колумбия) — колумбийский футболист, вратарь клуба «Атлас» и сборной Колумбии. Участник чемпионатов мира 2014 и 2018 годов.

## Клубная карьера

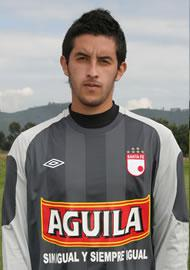
Варгас в составе «Санта-Фе»

Варгас — воспитанник клуба «Санта-Фе». 9 августа 2009 года в матче против «Индепендьенте Медельин» он дебютировал в Кубке Мустанга. В том же году в составе клуба Камило стал обладателем Кубка Колумбии. 24 ноября 2011 года в поединке против «Мильонариос» он забил свой первый гол за команду. Варгас пришёл в штрафную соперника в конце встречи на подачу углового и ударом головы замкнул подачу с угла поля. В 2012 году Камило стал чемпионом Апертуры, а в 2013 завоевал Суперкубок Колумбии. В 2014 году Варгас во второй раз стал чемпионом страны.
В начале 2015 года он перешёл в «Атлетико Насьональ». 23 февраля в матче против «Депортиво Пасто» Варгас дебютировал за новый клуб. В своём дебютном сезоне он стал чемпионом Колумбии.
В начале 2016 года Варгас на правах аренды перешёл в аргентинский «Архентинос Хуниорс». 6 февраля в матче против «Тигре» он дебютировал в аргентинской Примере. Летом того же года Камило на правах аренды присоединился к «Депортиво Кали». 1 августа в матче против своего бывшего клуба «Атлетико Насьональ» он дебютировал за новую команду. В 2018 году клуб продлил аренду вратаря, а в 2019 году выкупил трансфер. 3 марта в поединке против «Мильонариос» Камило забил свой первый гол за «Депортиво Кали». 
Летом 2019 года Варгас перешёл в мексиканский «Атлас». 20 июля в матче против «Хуарес» он дебютировал в мексиканской Примере. В 2021 году Камило помог команде выиграть чемпионат. 

## Международная карьера
В 2009 году в составе молодёжной сборной Колумбии Варгас принял участие в молодёжном чемпионате Южной Америки в Венесуэле. На турнире он сыграл в матчах против команд Перу, Аргентины, Эквадора и дважды Венесуэлы.
11 октября 2014 года в товарищеском матче против сборной Сальвадора Варгас дебютировал за сборную Колумбии.
В 2014 году Камило попал в заявку сборной на Чемпионат мира в Бразилии. На турнире он был запасным и на поле не вышел. В 2015 году в составе сборной Виктор принял участие в Кубке Америки в Чили. На турнире он вновь был дублёром и не сыграл ни минуты.
В 2018 году в Варгас принял участие в чемпионате мира 2018 года в России. На турнире он был запасным вратарём и на поле не вышел.
В 2019 году Камило во второй раз принял участие в Кубке Америке в Бразилии. На турнире он был запасным вратарём и на поле не вышел. В 2021 году Варгас в третий раз принял участие в Кубке Америки в Бразилии. На турнире он сыграл в матче против команды Перу.

## Достижения
Командные
 «Санта-Фе»
- Победитель Кубка Мустанга (2) — Апертура 2012, Финалисасьон 2014
- Обладатель Кубок Колумбии — 2009
- Победитель Суперлиги Колумбии — 2013

 «Атлетико Насьональ»
- Победитель Кубка Мустанга (1) — Финалисасьон 2015

 «Атла»
- Победитель мексиканской Примеры (1) — Апертура 2021

Международные
 Колумбия
- Бронзовый призёр Кубка Америки: 2021